# 문촌초등학교
문촌초등학교(文村初等學校)는 대한민국 경기도 고양시에 있는 공립 초등학교다.

## 학교 연혁
- 1994. 02. 28 문촌국민학교 설립 인가
- 1994. 05. 16 초대 주재옥 교장 취임
- 1994. 06. 01 문촌국민학교 개교 (18학급 편성)
- 1995. 02. 16 제1회 졸업식(154명)
- 1996. 03. 01 문촌초등학교로 개칭
- 2012. 09. 01 제7대 유병기 교장 부임
- 2016. 02. 17 제22회 졸업식(105명)
- 2016. 03. 01 21학급 편성(특수학급 2학급)
- 2016. 03. 01 문촌초등학교 병설유치원 개원(2학급)

## 참고 자료
- 문촌초등학교 - 한국교육학술정보원 학교알리미